# (65248) 2002 FN4
2002 أف أن 4 (ويعرف أيضًا باسم (65248) 2002 أف أن 4 وفق تسمية الكوكب الصغير) (بالإنجليزية: 2002 FN4)‏ هو كويكب ضمن حزام الكويكبات؛ وترتيبه 65248 من حيث الاكتشاف.
اكتُشف هذا الجُرم الفلكي بواسطة William Kwong Yu Yeung ‏ في 20 مارس 2002.

## وصلات خارجية
- (65248) 2002 FN4 في قاعدة بيانات مختبر الدفع النفاث لأجرام النظام الشمسي الصغيرة

- الاكتشاف · مخطط المدار ·  العناصر المدارية · المعلمات المادية

- (65248) 2002 FN4 على موقع ويكي سكاي: DSS2, SDSS, GALEX, IRAS, Hydrogen α, X-Ray, Astrophoto, Sky Map, Articles and images